# María Uicab
María Uicab fue una sacerdotisa y líder maya, nacida en Yucatán  en el siglo XIX, que cobró importancia durante la Guerra de Castas. Se la conoció también con los sobrenombres de Santa Patrona y Reina de Tulum (a quien también se le atribuye la fundación de la actual ciudad). Parece que su nombre original pudo ser el de María Petrona Uicab y que se habría casado en tres ocasiones, la primera de ellas hacia 1860.
Ejerció una gran influencia sobre los cruzoob. Mujer de gran carisma, tuvo una notable habilidad para hacerse obedecer por sus seguidores, apelando a la naturaleza supersticiosa de estos. En un templo de la ciudad de Tulum supuestamente interpretaba «las voces de tres cruces». A partir de 1875 dejó de aparecer en fuentes escritas, por lo que en esa fecha parece probable que estuviera muerta. Aun así el final de su vida es un misterio, se han barajado las opciones de que fuera asesinada por parte de los propios cruzoob o bien que pudo llegar a alcanzar una edad avanzada.